# Epichnopterix mentonella
Epichnopterix mentonella är en fjärilsart som beskrevs av Pierre Millière 1877. Epichnopterix mentonella ingår i släktet Epichnopterix och familjen säckspinnare. Inga underarter finns listade i Catalogue of Life.